# 海田町立海田中学校
海田町立海田中学校（かいたちょうりつかいたちゅうがっこう）は、広島県安芸郡海田町幸町にある中学校である。

## 概要
海田町の市街地に位置する中学校。生徒数は548名（2011年10月現在）。

## 沿革
- 1947年（昭和22年）4月15日 - 鼓浦中学校として開校、旧日本海軍第11空廠工場を仮校舎とする
- 1955年（昭和30年）4月1日 - 海田中学校に改称。
- 1956年（昭和31年）10月1日 - 海田町瀬野川町組合立海田中学校に改称。
- 1973年（昭和48年）3月20日 - 瀬野川町が広島市に編入されたことに伴い広島市立瀬野川中学校を分離、海田町立海田中学校に改称。
- 1988年（昭和63年）3月31日 - 海田町立海田西中学校を分離。
- 1999年（平成11年）11月6日 - 第47回全日本吹奏楽コンクール 銀賞
- 2001年（平成13年）4月1日 - 障害児学級を新設
- 2001年（平成13年）9月29日 - 第49回全日本吹奏楽コンクール 金賞
- 2001年（平成13年）12月24日 - 第9回全国中学校駅伝大会（女子の部）出場
- 2002年（平成14年）9月28日 - 第50回全日本吹奏楽コンクール 銀賞
- 2003年（平成15年）2月6日 - 広島県教育奨励賞受賞
- 2003年（平成15年）3月4日 - 第46回全国学芸科学コンクール マルチメディア部門 金賞
- 2003年（平成15年）3月21日 - 第26回全日本アンサンブルコンテスト 金賞
- 2003年（平成15年）8月24日 - 第34回全日本中学校新体操選手権大会出場
- 2003年（平成15年）8月26日 - 広島県メイプル賞受賞
- 2003年（平成15年）11月1日 - 第51回全日本吹奏楽コンクール 銀賞
- 2003年（平成15年）11月23日 - 第16回全日本マーチングフェスティバル（後の全日本マーチングコンテスト）金賞
- 2003年（平成15年）12月4日 - 全国環境美化教育優良校表彰受賞
- 2004年（平成16年）8月22日 - 全日本中学校陸上競技選手権大会出場
- 2004年（平成16年）11月14日 - 国民文化祭（福岡市）に吹奏楽部が出場
- 2004年（平成16年）11月21日 - 第17回全日本マーチングフェスティバル 金賞
- 2005年（平成17年）1月23日 - ひろしま男子駅伝出場
- 2005年（平成17年）3月19日 - 第28回全日本アンサンブルコンテスト 銀賞
- 2005年（平成17年）3月28日 - 広島県メイプル賞受賞
- 2005年（平成17年）5月21日 - 日本善行会から表彰状
- 2005年（平成17年）8月20日 - 全日本中学校陸上競技選手権大会出場
- 2005年（平成17年）11月20日 - 第18回全日本マーチングコンテスト 金賞
- 2006年（平成18年）2月11日 - 大阪国際室内陸上競技大会出場
- 2006年（平成18年）3月28日 - 第19回都道府県対抗ジュニアバスケットボール大会出場
- 2006年（平成18年）8月19日 - 全日本中学校陸上競技選手権大会出場
- 2007年（平成19年）3月28日 - 第20回都道府県対抗ジュニアバスケットボール大会出場

## 学校行事
| - 4月 - 入学式、JRC（青少年赤十字）登録式 - 5月 - 生徒総会、体育祭 - 6月 - 清掃活動 | - 7月 - クラスマッチ、ピースキャンドル製作 - 8月 - ピースキャンドル点火 - 9月 - 清掃活動 | - 10月 - 11月 - 文化祭、合唱祭 - 12月 -修学旅行 | - 1月 - 2月 - 3月 - 卒業式 |

## 生徒会活動
- 評議員会 - 学級の代表としての役割を持ち、学年集会の司会・運営なども行う。
- 生活委員会 - あいさつ運動や服装・遅刻点検など、校内秩序を保つ役割を担う。
- 保健給食委員会 - 給食や健康観察に関わる仕事を受け持つ。
- 美化JRC委員会 - Junior Red Cross（青少年赤十字）を意味し、健康・安全、奉仕、国際理解・親善を目標としてボランティア活動を行ったり、校内に花を植えたりする。
- 図書委員会 - 図書室での貸し出し管理、朝読書の管理を行う。

## 部活動
| 体育系 - 野球部(2022年度県大会出場) - サッカー部 - 剣道部(2016年度県大会2位) - 柔道部 - 水泳部（2012年創部） - 卓球部 - 陸上部 - 男子テニス部 - 女子テニス部 - 男子バスケットボール部(全国出場) - 女子バスケットボール部(全国出場) - バレーボール部 - ソフトボール部 | 文化系 - 放送部 - 校内放送などを行う。 - 美術部 - 作画・塗り絵などを行う。 - 家庭科部 - 茶道・華道などを行う。 - 科学技術部 - 木材などを使って活動を行う。 - 吹奏楽部 - コンクールに出場・文化祭でライブなどを行う。(2023年度吹奏楽コンクールで金賞) |

## 学区
- 安芸郡海田町
  - 月見町
  - 南本町
  - 南幸町
  - 大立町
  - 幸町
  - 成本
  - 石原
  - 畝一丁目、二丁目
  - 砂走
  - 蟹原一丁目、二丁目
  - 曽田
  - 国信一丁目、二丁目
  - 西浜
  - 浜角
  - 寺迫一丁目、二丁目
  - 稲葉
  - 三迫一丁目、二丁目、三丁目
  - 東一丁目、二丁目

## 進学前小学校
- 海田町立海田東小学校
- 海田町立海田南小学校
- 海田町立海田小学校

## 学区内の主な施設
- 海田町立西浜保育所
- 海田町立幸保育所
- 小さくら保育所
- 東海田幼稚園
- 海田みどり幼稚園
- 海田町立海田東小学校
- 海田町立海田南小学校
- 広島国際学院高等学校
- 海田東公民館
- 海田町立図書館
- 海田自動車学校
- ふるさと館

## 著名な卒業生
- 後原富（元プロ野球選手・元広島県瀬戸内高等学校硬式野球部監督）
- 大下剛史（元広島東洋カーププロ野球選手・コーチ、現野球解説者）
- 三村敏之（元広島東洋カープ選手、一軍・二軍監督、コーチ、東北楽天ゴールデンイーグルスチーム統括本部編成部部長）
- 大松しんじ（ローカルタレント）
- 国光かよこ（ローカルタレント）
- 福田浩子（アイドルグループCotton元メンバー）
- ヒロック

## 交通
- 芸陽バス「海田中学校入口」バス停より徒歩2分
  - 40-2 三迫線：海田市駅入口方面 - 海田中学校入口 - 三迫二丁目方面
- 広電バス「南海田」バス停より北東へ約1.2km
- JR山陽本線 海田市駅より徒歩20分
- 海田町町内循環コミュニティバス「ふれあいバス」海田中学校入口バス停下車
  - 循環南ルート（右回り / 左回り）、循環北ルート（右回り / 左回り）